# Friedrich Karl Berger
Friedrich Karl Berger (* 1925 in Bargen) war ein Wachmann in einem Außenlager des  KZ Neuengamme. 2021 wurde er von den USA nach Deutschland abgeschoben.

## KZ-Wächter
Berger wurde kurz vor Ende des Zweiten Weltkriegs von der SS verpflichtet, ein KZ-Außenlager bei Meppen zu bewachen. Im Lager-System von Neuengamme wurden über 100.000 Menschen festgehalten, über 50.000 von ihnen starben. In zwei Außenlagern bei Meppen, von denen Berger eines bewachte, waren 3000 bis 4000 Menschen interniert – u. a. Juden, Polen, Russen, Dänen, Niederländer, Franzosen und politische Gefangene. Sie mussten unter „grauenhaften Bedingungen“ Zwangsarbeit leisten – „bis zur Erschöpfung und zum Tod“. Ende März 1945, als britische und kanadische Truppen vorrückten, half Berger, das Lager zwangsweise zu evakuieren. Bei einem Todesmarsch kamen mindestens 50 Häftlinge, vermutlich etwa 70 Häftlinge ums Leben.

## Leben in den USA und Ausweisung
1959 zog Berger in die USA, wo er zurückgezogen in Oak Ridge bei Knoxville, Tennessee lebte.
1979 startete das US-Justizministerin ein Programm, ehemalige Nazis aufzuspüren und auszuweisen (Holtzman Amendment to the Immigration and Nationality Act). Im Rahmen dieses Programms wurden Ermittlungen gegen Berger aufgenommen. Möglich wurde das durch den Fund von Karteikarten in einem versunkenen Schiff in der Ostsee. 2020 verfügte ein US-Richter die Ausweisung Bergers, nachdem dieser zugegeben hatte, Häftlinge bewacht zu haben.
Am 20. Februar 2021 wurde Berger im Alter von 95 Jahren nach Deutschland abgeschoben, da er als Kriegsverbrecher nicht in den USA geduldet wurde. In Deutschland lag gegen Berger kein Haftbefehl vor, ein Verfahren wegen Beihilfe zum Mord war schon im Dezember 2020 mangels Beweisen eingestellt worden. Schon im März 2021 gab die Staatsanwaltschaft Celle, die das Verfahren gegen Berger nach seiner Rückkehr wiederaufgenommen hatte, bekannt, dass das Strafverfahren gegen Berger wegen Mangels an Beweisen erneut eingestellt wurde.